# عشروني وجوه مبتور

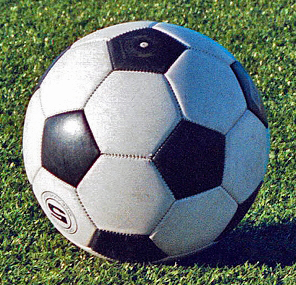
كرة قدم أديداس تلستار باللونين المعتادين الأبيض والأسود. هي على شكل عشريني أوجه مقطع الرؤوس. ابتُكرت هذه الكرة سنة 1970

في الهندسة الرياضية، عشروني أوجه مقطع الرؤوس (بالإنجليزية: Truncated Icosahedron)، هو عشروني أوجه قُطعت رؤوسه فأصبحت المثلثات متساوية الأضلاع اللائي يكونن هذا العشريني إلى سداسيات أضلاع منتظمة وأصبحت رؤوسه المقطعة الاثنتي عشر خماسيات أضلاع منتظمة.